# 氷川町 (草加市)
氷川町（ひかわちょう）は、埼玉県草加市の町名。現行行政地名は氷川町のみ。丁番を持たない単独町名である。住居表示未実施地区。郵便番号は340-0034。

## 地理
草加市中央部に位置する。西は西町・柳島町 、南は谷塚町、東は東武伊勢崎線を挟んで吉町・高砂・住吉、北は草加に隣接する。
商業地域である草加駅西口付近以外の大部分は第一種中高層住居専用地域となっており、主に住宅地となっている。

### 地価
住宅地の地価は2017年（平成29年）1月1日の公示地価によれば氷川町2158-7の地点で20万4000円/m2となっている。

## 歴史
- 1958年（昭和33年）11月1日 - 市制施行により、草加市が成立。これに伴い、大字南草加、東立野、及び、庄左衛門新田の一部より氷川町として成立[4]。

## 世帯数と人口
2017年（平成29年）10月1日現在の世帯数と人口は以下の通りである。
| 町丁   | 世帯数    | 人口     |
| ------ | --------- | -------- |
| 氷川町 | 6,983世帯 | 13,342人 |

## 小・中学校の学区
市立小・中学校に通う場合、学区は以下の通りとなる。
| 番地 | 小学校             | 中学校             |
| --- | ------------------ | ------------------ |
| 1〜798番地、801〜866番地 1792〜2100番地 | 草加市立氷川小学校 | 草加市立谷塚中学校 |
| 799〜800番地、886〜973番地 975〜978番地、1016〜1119番地 1149〜1245番地、1282〜1379番地 1430〜1539番地、1575〜1639番地 2104〜2118番地、2131〜2145番地 2153〜2160番地、2168〜2178番地 | 草加市立西町小学校 | 草加市立草加中学校 |
| その他 | 草加市立草加小学校 | 草加市立草加中学校 |

## 交通

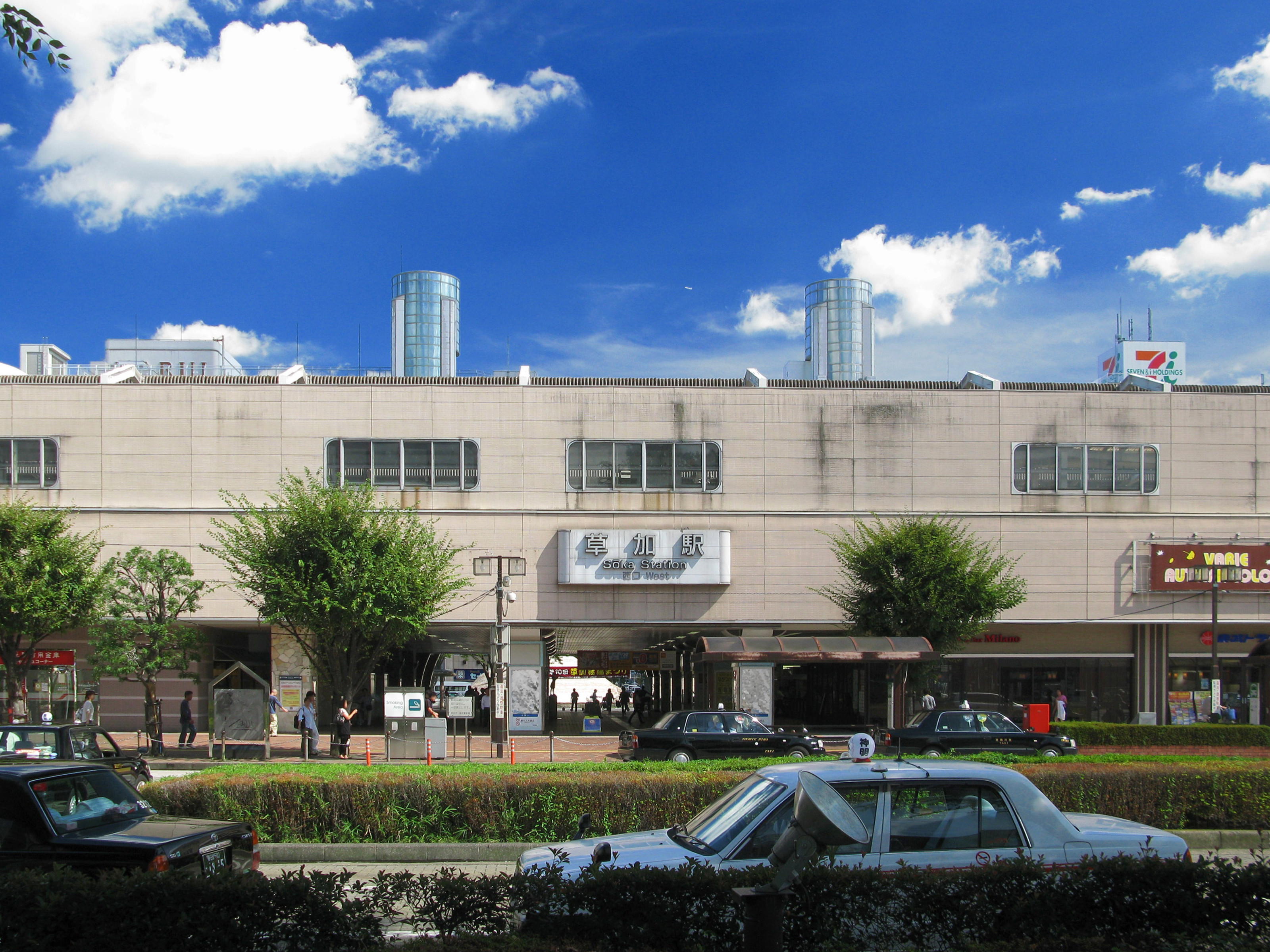
草加駅西口前ロータリー（2012年9月）

### 鉄道
- 東武伊勢崎線（東武スカイツリーライン）草加駅

### 道路
地内に国道および主要地方道・一般県道は通っていない。
- 氷川神社通り
- 保健所通り

## 寺社

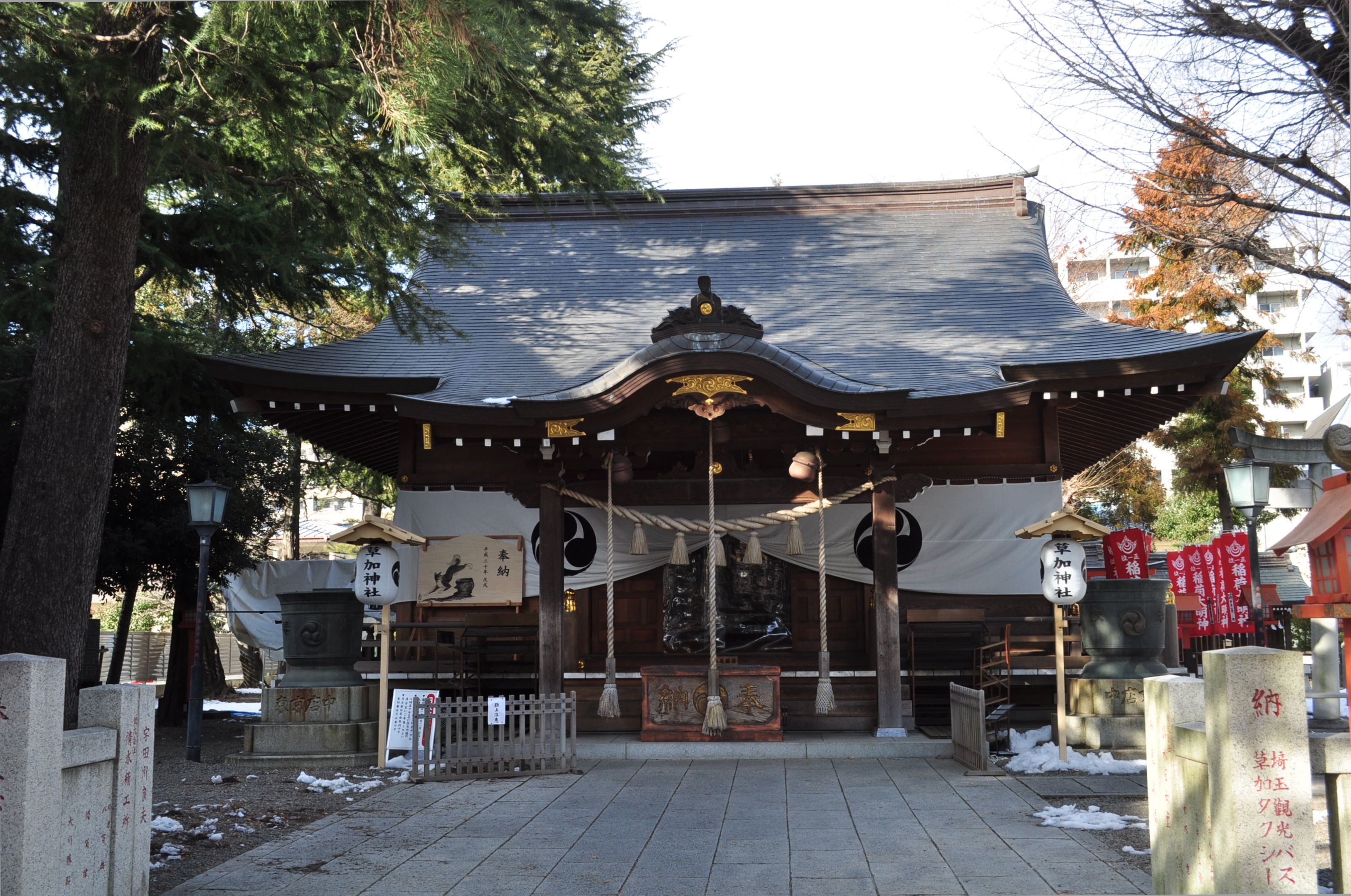
草加神社拝殿（2018年1月26日）

- 草加神社
- 日蓮正宗 宣行寺
- 浄土宗浄捷寺

## 施設
- 草加市立氷川小学校
- 草加市立草加中学校
- 草加氷川幼稚園
- 草加市立ひかわ保育園
- かおりPutra保育園
- かおり幼稚園・かおりkaruna認定こども園
- 草加ヴァリエ
- 草加市 氷川コミュニティセンター
- 草加氷川郵便局
- 氷川中央公園
- 氷川上田公園